# Eupatorium altissimum
Eupatorium altissimum е вид многогодишно растение от семейство Сложноцветни (Asteraceae). Видът е незастрашен от изчезване.

## Разпространение
Растението е разпространено в голяма част от източната и централната част на Съединените щати и Канада (от Онтарио на юг до Небраска, източен Тексас, Флорида и Масачузетс). Почти винаги расте във варовикови почви.

## Описание
Достига до 150 см на височина. Листата и стъблата са покрити с косъмчета.